# Мая от Цхнети
„Мая от Цхнети“ (на грузински: მაია წყნეთელი) е съветски приключенски филм от 1959 година, заснет от Грузия- филм по мотиви от едноименната пиеса на Валериан Канделаки, базирана на грузинска легенда.

## Сюжет
Защитавайки своята чест, селската красавица Мая (Лейла Абашидзе) убива сина на княза и след това се опитва да се укрие, преобличайки се в мъжки дрехи и взимайки оръжие. Случайно става свидетелка на това, как християните падат под османско владичество и под името Мате оглавява въстание срещу мюсюлманите. Чак когато загива в битка, нейните съратници разбират, че всъщност самоотверженият Мате е момиче.

## В ролите
- Лейла Абашидзе като Мая и Мате
- Григол Ткабладзе като княз Ираклий II
- Гоча Абашидзе като Манучара
- Акаки Кванталиани като Берика
- Вахтанг Нинуа като Джемали
- Сосо Абрамашвили като Джио
- Нодари Чхеидзе като Керим- ага
- Григол Костава като принц Амилахвари
- Серго Сихарулидзе като Кариклапия
- Отар Датунашвили като Тандила
- Александър Апхаидзе като Кайхорсо Дигмели
- Ираклий Кокрашвили като Губази
- Иван Нинуа като Барата
- Михаил Султанашвили като Мурави
- Емануил Апхаидзе като собственика на банята[2]